# Station Waasmunster
Het station Waasmunster is in de gelijknamige gemeente Waasmunster een voormalig spoorwegstation op de eveneens voormalige spoorlijn 56 (Dendermonde-Sint-Niklaas).
Het station werd geopend op 14 december 1877. Op 2 juni 1957 reed de laatste passagierstrein en in 1964 stopte ook het goederenvervoer.
2,7: Grembergen-Moerzeke ·
6,7: Hamme ·
8,4: Sombeke ·
10,3: Waasmunster ·
14,3: Belsele-Dorp ·
17,8: Sint-Niklaas-West ·
19,0: Sint-Niklaas